# ヴィジニー・ヴィニョン
ヴィジニー・ヴィニョン（Virginie Vignon、1947年1月5日 - ）は、フランスの女優である。

## 人物・来歴
1947年1月5日に生まれる。
1966年、19歳で、アラン・ロブ＝グリエ監督の『ヨーロッパ横断特急』で映画界にデビューする。同年、ジャン・ベッケル監督の『タヒチの男』、翌1967年にはジャン＝リュック・ゴダール監督の『ウイークエンド』に出演する。
1970年代からは、エロティック路線に転向、サンドラ・ジュリアン主演もの等に出演、それらは『サンドラ・ジュリアン/変態白書』（1973年）、『ウーマン・ゼリー/満熟』（1973年）等のタイトルで、日本でもニューセレクトが配給して公開されている。1975年には、ふたたびアラン・ロブ＝グリエが起用し、『危険な戯れ』に出演している。
1970年代後半からは、テレビドラマ界に転身した。1983年には、ふたたびジャン・ベッケルがイザベル・アジャーニ主演の『殺意の夏』に起用した。現在も多くのテレビ映画に出演しつづけている。2001年には、従来ポルノグラフィックだと評価されていたジョルジュ・クレール監督の『クロド』が再評価され、パリ市内で再上映された。

## おもなフィルモグラフィ
- 『ヨーロッパ横断特急』　Trans-Europ-Express、監督アラン・ロブ＝グリエ、1966年 - スーツケース売りの娘役
- 『タヒチの男』 Tendre voyou、監督ジャン・ベッケル、1966年 - 花屋役
- 『ウイークエンド』  Week-end、監督ジャン＝リュック・ゴダール、1967年 - マリー＝マドレーヌ役
- La trêve、監督クロード・ギュモ、1968年 - フィフィーヌ役
- Hibernatus、監督エドゥアール・モリナロ、1969年 - メイド役
- 『クロド』 Clodo、監督ジョルジュ・クレール、1970年 - オーレリー役
- Les désaxées、監督ミシェル・ルモワーヌ、1972年 - シャンタル役
- 『人妻ポルノ/淫電性悶絶死』 Jeux pour couples infidèles、監督ジャン・デヴィル、1972年 - 秘書役
- 『サンドラ・ジュリアン/変態白書』 Je suis frigide... pourquoi?、監督マックス・ペカス、1973年 - パトリシア役
- 『性臭めすカマキリ』 Les chiennes、監督ミシェル・ルモワーヌ、1973年 - マルティーヌ役
- 『ウーマン・ゼリー/満熟』 Les gourmandines、監督ギイ・ペロル、1973年 - ヴィルジニア役
- Y'a un os dans la moulinette、監督ラウール・アンドレ、1974年
- Le cri du coeur、監督クロード・ラルマン、1974年
- 『危険な戯れ』 Le jeu avec le feu、監督アラン・ロブ＝グリエ、1975年 - 娼婦役
- La chatte sur un doigt brûlant、監督シリル・シャルドン、1975年 - マリー役
- Infidélités、監督ジャン＝フランソワ・ダヴィ、1975年 - Prune
- Les vécés étaient fermés de l'intérieur、監督パトリス・ルコント、1976年 - オデット・ジャンドラン役
- Les petits dessous des grands ensembles、監督クリスチャン・シュヴルーズ、1976年 - 博士の助手役
- Cours après moi que je t'attrape、監督ロベール・プーレ、1976年 - 室内のカップルの女役
- Et la tendresse?... Bordel!、監督パトリック・シュールマン、1979年 - 男性優越主義者の作家・レア役
- Rendez-moi ma peau...、監督パトリック・シュールマン、1980年
- 『殺意の夏』 L'été meurtrier、監督ジャン・ベッケル、1983年

## 関連事項
- ジャン・ベッケル （en:Jean Becker (director, actor)）
- ミシェル・ルモワーヌ （fr:Michel Lemoine）
- サンドラ・ジュリアン
- パトリック・シュールマン （fr:Patrick Schulmann）
- ジョルジュ・クレール （fr:Georges Clair）

## 註
1. ↑  Clodoリンク先の記述を参照。仏語。